# 1768 en science
| Années de la science : 1765 - 1766 - 1767 - 1768 - 1769 - 1770 - 1771    |
| Décennies de la science : 1730 - 1740 - 1750 - 1760 - 1770 - 1780 - 1790 |

Cet article présente les faits marquants de l'année 1768 en science.

## Événements
- 18 mars[1] : Nicolas-François Rougnon publie à Besançon Lettre à M. Lorry, touchant les causes de la mort de M. Charles, ancien capitaine de cavalerie, arrivée à Besançon le 23 février 1768 décrivant avec soin les symptômes de l’angine de poitrine, et l’autopsie d’une personne qui en est décédée[2]. La paternité de la découverte est habituellement attribuée à Heberden. L'angor pectoris ou angina pectoris est parfois appelée « maladie d'Heberden-Rougnon ».
- Mai : Pierre Samuel du Pont de Nemours devient rédacteur en chef du journal des physiocrates, Éphémérides du citoyen (1768-1772)[3].
- 21 juin : une expédition scientifique en Sibérie dirigée par le naturaliste allemand Peter Simon Pallas quitte Saint-Pétersbourg et avance jusqu'au lac Baikal (fin en 30 juillet 1774)[4]. Elle rapporte de nombreux spécimens  et informations.
- 21 juillet : William Heberden donne la première description clinique de l'angine de poitrine devant le Royal College of Physicians de Londres[5].
- 25 août : début du premier voyage de James Cook (fin en juillet 1771)[6]. Il emmène des savants à Tahiti pour observer le transit de Vénus.
- Octobre : le chimiste Pierre Joseph Macquer identifie les gisements de kaolin de Saint-Yrieix, découvert par l'épouse de Jean-Baptiste Darnet, chirurgien du Roi. Ils permettent l'essor de la porcelaine de Limoges en 1771[7].
- 10 novembre-21 novembre 1769 : la sixième et la huitième montre marine de l'horloger suisse Ferdinand Berthoud sont testés en mer sur la frégate Isis. Les résultats sur le calcul de la longitude sont excellents pour l'une, un peu moins bons pour l'autre[8],[9].

- Gaspard Monge jette les bases de la géométrie descriptive[10].
- Le biologiste italien Lazzaro Spallanzani réfute la théorie de la génération spontanée en démontrant que les micro-organismes proviennent de l'air et sont tués par l’ébullition. Il découvre aussi que la fécondation des animaux exige un œuf et de la semence et réalise la première insémination artificielle avec des grenouilles[11].
- Disparition de la rhytine de Steller, un mammifère marin identifiée en 1742 par Georg Wilhelm Steller dans la mer de Béring, exterminé pour sa peau, sa chair, son huile et son lait par les chasseurs de baleine. Selon l'explorateur Martin Sauer, le dernier spécimen de cette espèce est tué en 1768 sur l'île Béring[12].

## Publications
- Condorcet : Essai d’analyse.

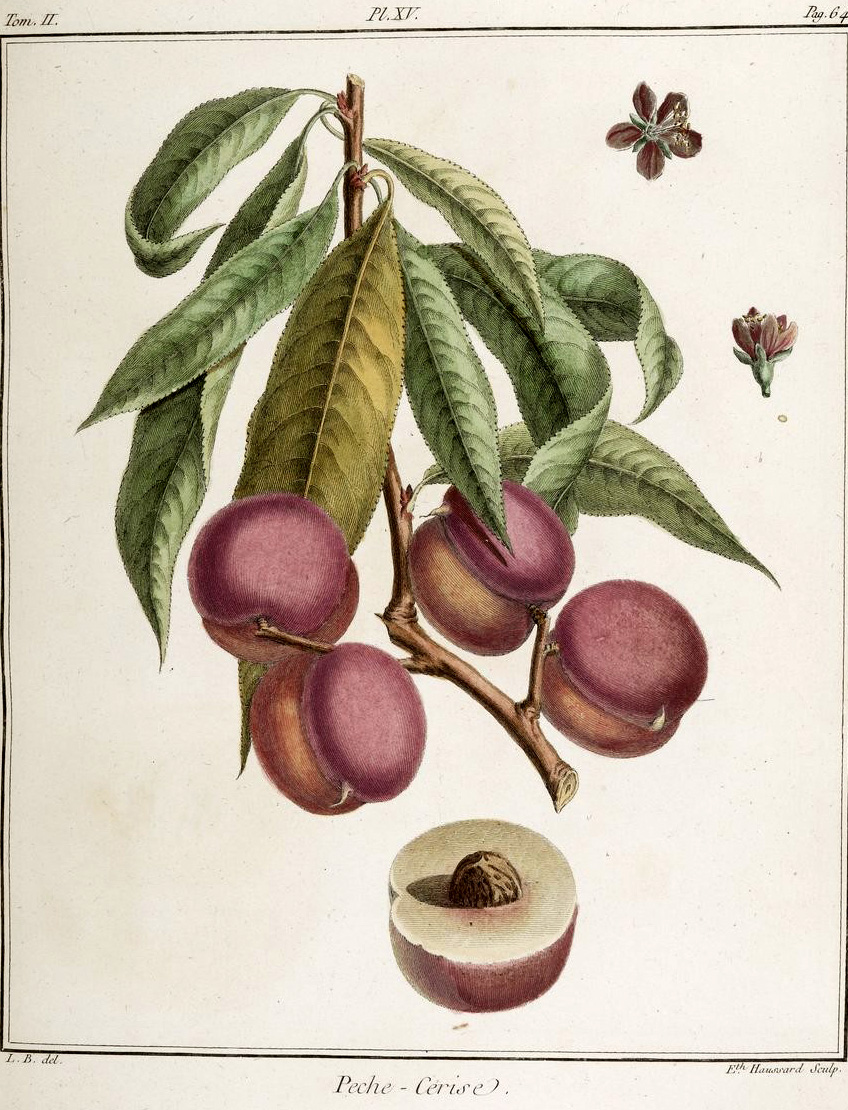
Pêche cerise, illustration du Traité des arbres fruitiers de Duhamel du Monceau réalisée par Elisabeth Haussard.

- Henri Louis Duhamel du Monceau : Traité des arbres fruitiers, Paris.
- Leonhard Euler : Lettres à une princesse d'Allemagne.
- Josephus Nicolaus Laurenti : Specimen Medicum, Exhibens Synopsin [sic] Reptilium Emendatam cum Experimentis circa Venena, Vienne, thèse sur la fonction venimeuse chez les reptiles et les amphibiens
- Du Pont de Nemours : Physiocratie, ou Constitution naturelle du gouvernement le plus avantageux du genre humain.
- Lazzaro Spallanzani : Prodromo di un Opera ad imprimersi soprà la Riproduzione animale (Précis d'un ouvrage sur les reproductions animales ), Modène. Il étudie la reproduction des membres de certains animaux.
- Caspar Friedrich Wolff : De formatione intestinorum. Il conteste la théorie de la préformation. Il observe au microscope des embryons de poulet et argumente que les tissus en développement se forment de rien et ne sont pas simplement des croissances de structures préalables dans l'œuf (épigenèse)[13].

## Prix
- Médailles de la Royal Society
  - Médaille Copley : Peter Woulfe (1727-1803), pour des expériences sur la distillation d'acide, d'alcali volatil et d'autres substances.

## Naissances

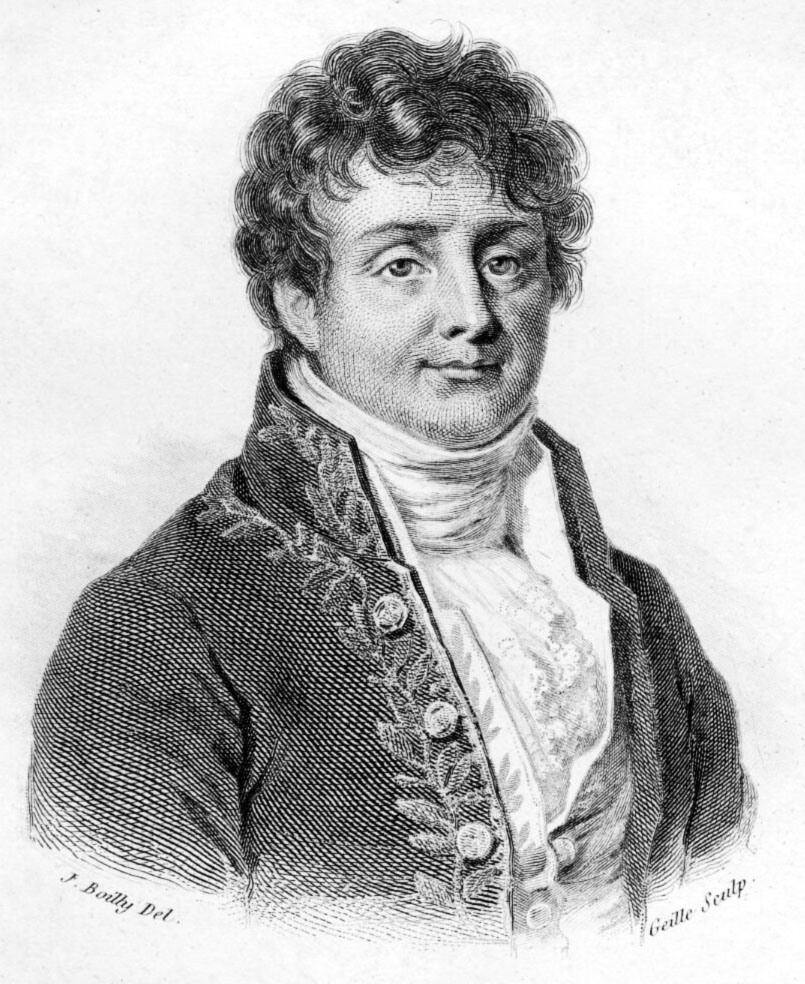
Joseph Fourier

- 19 mars : Edward Donovan (mort en 1837), zoologiste amateur, voyageur et écrivain irlandais[14].
- 21 mars : Joseph Fourier (mort en 1830), mathématicien et physicien français.
- 22 mars : Bryan Donkin (mort en 1855), ingénieur et homme d'affaires britannique.
- 7 avril : François Français (mort en 1810), mathématicien français.
- 9 avril : Marie-Charles-Théodore de Damoiseau de Montfort (mort en 1846), astronome français.
- 10 mai : Frédéric de Bissy (mort en 1798), lieutenant-colonel d'infanterie et astronome français[15].
- 13 juillet : Giuseppangelo Fonzi (mort en 1840), chirurgien-dentiste et prothésiste dentaire italien[16].
- 18 juillet : Jean-Robert Argand (mort en 1822), mathématicien suisse.
- 31 août : Jacques Barraband (mort en 1809), peintre ornithologique français.
- 19 septembre : Carlos de Gimbernat (mort en 1834), géologue et naturaliste espagnol.
- 23 septembre : William Wallace (mort en 1843), mathématicien écossais.
- 11 octobre : Jean-Édouard Adam (mort en 1807), chimiste et physicien français.
- 4 novembre : Francesco Maria Appendini (mort en 1837), historien, linguiste et archéologue italien.
- 30 novembre : Jędrzej Śniadecki (mort en 1838), écrivain, biologiste, chimiste et médecin polonais.
- 8 décembre : Li Rui (mort en 1817), mathématicien chinois.
- Marie-Jeanne de Lalande (morte en 1832), mathématicienne française.

## Décès

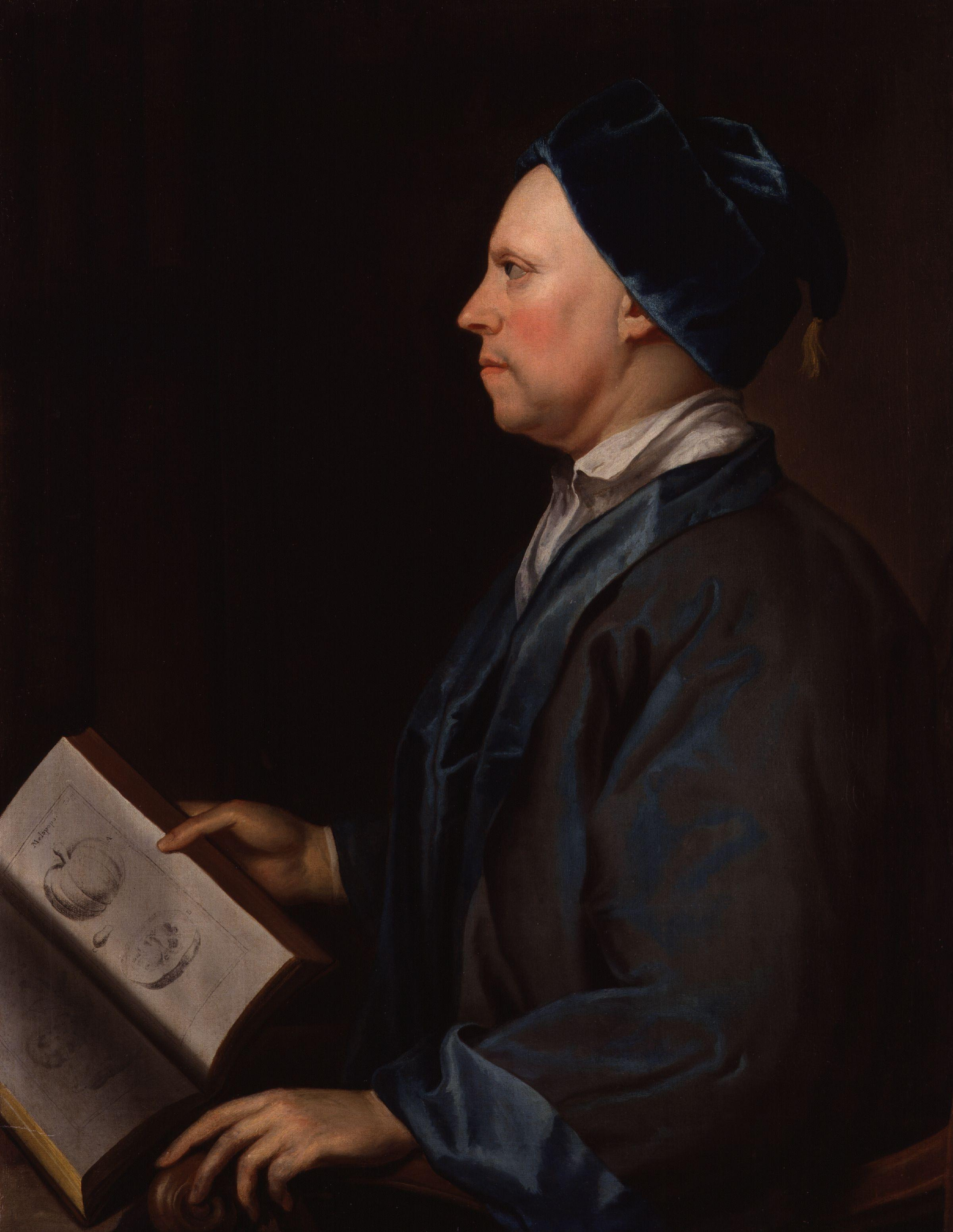
John Martyn

- 29 janvier : John Martyn (né en 1699), botaniste anglais.
- 2 février :
  - Charles Étienne Louis Camus (né en 1699), mathématicien et astronome français.
  - Robert Smith (né en 1689), mathématicien et théoricien de la musique anglais.
- 9 avril : Jean Jallabert (né en 1712), mathématicien, physicien et politicien genevois.
- 29 avril : Georg Brandt (né en 1694), chimiste et minéralogiste suédois.
- 8 juin : Johann Joachim Winckelmann (né en 1717), archéologue, antiquaire et historien de l'art allemand.
- 15 juin : James Short (né en 1710), mathématicien, opticien et constructeur de télescopes britannique.
- 11 août : Peter Collinson (né en 1694), botaniste britannique.
- 2 septembre : Antoine Deparcieux (né en 1703), mathématicien français.
- 11 septembre : Joseph-Nicolas Delisle (né en 1688), astronome et professeur français.
- 1er octobre : Robert Simson (né en 1687), mathématicien écossais célèbre pour ses contributions en géométrie, notamment la droite de Simson.